# مارتینس دوکورس
مارتینس دوکورس (لتونیایی: Martins Dukurs؛ زادهٔ ۳۱ مارس ۱۹۸۴) اسکلتون‌سوار اهل لتونی است.
وی در مسابقات کشوری و بین‌المللی در مجموع برندهٔ ۱۶ مدال طلا، ۳ مدال نقره شده‌است.